# 乔治·圣泰利
乔治·圣泰利（義大利語：Giorgio Santelli，1897年11月25日—1985年10月8日），生于匈牙利布达佩斯，意大利男子击剑运动员。他曾获得1920年夏季奥运会击剑比赛男子佩剑团体金牌。他于1985年在美国新泽西州提內克去世。